# Аббат
Абба́т (лат. abbas ← иуд.-арам.אבא‎, а́ба — «отец»; ивр. אב‎, ав) — почётный католический церковный титул, который, начиная с V столетия, давался исключительно настоятелям монастырей  (аббатств) и был званием церковной должности. Позже распространился на всех молодых людей духовного звания и превратился в форму вежливости.
Аналогичное звание с женским окончанием — аббатиса ← abbātissa, — стали впоследствии давать и настоятельницам женских монастырей.

## История появления титула
На раннем этапе истории христианского монашества аббатом (от арам. abba — отец) называли опытного в аскезе монаха, благодаря своему духовному дару наставлявшего молодых монахов, не являясь при этом их руководителем в соответствии с канонами средневекового церковного права. 
После распространения киновий (общежитийных монастырей) аббатами стали называть настоятелей монастырей. В VI веке жизнь монашеской общины подверглась строгой регламентации. Реформа монастырской жизни связана с именем св. Бенедикта. Согласно Уставу первого католического монашеского ордена, аббат (dominus et abbas) являлся прежде всего духовным отцом, учителем и пастырем, а потому должен был заботиться как о материальном благосостоянии монастыря, так и о спасении душ братьев; он избирался братьями и исполнял свои обязанности пожизненно, разделяя их со своими помощниками и прислушиваясь к советам других монахов.
Пока монастыри подчинялись правилам, установленными святым Бенедиктом (до начала X века), «аббат» было общим именем их настоятелей. С X века начали возникать новые духовные ордены, и лишь немногие из них, как например: премонстрантов, цистерцианцев и траппистов — управлялись аббатами, а главы большей части остальных назывались старшинами (majores) (у камальдулов), приорами (у картезианцев, иеронимитов, доминиканцев, кармелитов, августинцев и пр.), гвардианами (у францисканцев) или ректорами (у иезуитов). Аббатисы были не только в женских монастырях упомянутых орденов, но также у монахинь фонтевродского ордена и у светских канонисток. Многие ордены не желали использовать этот титул из чувства смирения.

## Положение аббата в системе церковного права
Аббаты занимали различное положение по отношению, с одной стороны, к ордену, а с другой — к подчинённым им монахам своих монастырей. Например, у бенедиктинцев назначаемый конвентом аббат пользуется полной самостоятельностью, а у цистерцианцев он бюрократически подчинён верховному совету в Клерво. 
До причисления монахов к духовенству аббат имел право и обязан был наблюдать за соблюдением орденских правил, управлять монастырскими имениями и требовать от монахов безусловного послушания. Карательная власть аббатов над их монахами была довольно обширна; ранее нередко применялись даже телесные наказания, да и в начале XX века аббаты и аббатисы ещё пользовались правом подвергать своих подчинённых не только временному, но и пожизненному заключению за тяжкие преступления. У бенедиктинцев апелляция на карательный приговор аббата подаётся епископу или Папе.
После Второго Никейского собора аббатам было предоставлено право посвящать своих монахов в низшие должности. На церковных соборах в Риме в 826 году и в Пуатье в 1078 году было впервые определено, что аббат должен иметь священнический сан, а Вьеннский собор распространил это решение на всю католическую церковь. Все аббаты принадлежат к прелатам церкви, занимают в иерархии место непосредственно после епископов и имеют право голоса на соборах. За такие же права боролись аббатисы, но не могли получить в том числе и потому, что женщины не могут совершать какие-либо священнодействия. Они остались подчинёнными епископам своей епархии, тогда как аббаты постарались освободиться от этого подчинения посредством привилегий. Аббаты освобождённых монастырей не признают над собою никакой власти, кроме власти папы.

## Институт аббатства и светская власть
Начиная с VII века епископы нередко вмешивались в права аббатов, ставили, по своему усмотрению, на места настоятелей своих любимцев, а при освобождении этих мест даже оставляли аббатства за собой. В VIII—IX веках должность аббата становится одной из ключевых в политической системе средневекового Запада и особенно Священной Римской империи. Григорианская реформа положила этому конец и вывела аббатов из подчинения светской власти императоров.
Ещё более опасно для достоинства этого сана было то, что в VIII и особенно в IX веке, по прихоти королей или по соображениям необходимости, он стал переходить к светским коммендаторам на правах аббата (лат. abbas in commendam), и уже Каролинги начали раздавать аббатства своим приверженцам в награду за их верность или за военные заслуги. Результатом этого стало то, что до X века включительно крупнейшие монастыри в пределах иерархии римской церкви имели во главе своей, по большей части, светских аббатов или аббатграфов (лат. Abbacomites, Abbates milites), собиравших для себя доходы этих духовных учреждений. Эта практика была осуждена в XVI веке Тридентским собором. В кодексе канонического права 1983 года понятие комменды полностью ликвидировано.

## Особенности положения аббатов во Франции
Во Франции действительный надзор в монастырях возлагался на деканов, приоров. Звание аббат давалось сначала настоятелям монастырей. Но когда, по конкордату, заключённому между папой Львом X и королём Франциском I, французским королям было предоставлено право назначать 225 коммендатарных аббатов (фр. Abbes comendataires) почти для всех французских аббатств, должность превратилась в синекуру для младших членов дворянских фамилий.
Уже в XVI веке аббатами назывались все молодые люди духовного звания, не обязательно принявшие духовный сан. Их одежда состояла из короткой чёрной или фиолетовой рясы с небольшим воротником, а волосы завивались в локоны. Но так как только немногие из всего числа аббатов могли рассчитывать на осуществление своего желания, то значительная часть их стала занимать места домашних учителей в знатных домах или проникать в семейства в качестве духовных советников и друзей дома, причём влияние их слишком часто оказывалось вредным. Именно поэтому в старинных французских комедиях аббаты играют не совсем привлекательную роль.
Некоторые другие из числа молодых духовных лиц, не занимавших официальных должностей, старались получить места в высшем учебном ведомстве или же приобрести известность в качестве поэтов и писателей. Только в конце XVIII века, во время французской революции, аббаты исчезли из французского общества, далее титул использовался как форма вежливости по отношению к белому духовенству начиная с сана диакона. Французскому слову аббат соответствует итальянское abbate, и этот титул используется в обращении к любому молодому лицу духовного звания, даже не получившему священнического сана.